# Dylan Woodhead
Dylan Woodhead (* 25. September 1998 in San Anselmo, Kalifornien) ist ein Wasserballspieler aus den Vereinigten Staaten. Er gewann 2024 die olympische Bronzemedaille. 2023 siegte er mit dem Team der Vereinigten Staaten bei den Panamerikanischen Spielen.

## Sportliche Karriere
Dylan Woodhead graduierte 2020 an der Stanford University, für deren Sportteam er auch aktiv war. 2024 spielte Woodhead  als Profi in Griechenland. Er war 2016 Mitglied des US-Teams bei den Jugendweltmeisterschaften und 2017 bei den Juniorenweltmeisterschaften.
Ab 2018 spielte Woodhead in der US-Nationalmannschaft. Bei den 2021 ausgetragenen Olympischen Spielen in Tokio unterlag Woodhead mit seiner Mannschaft im Viertelfinale den Spaniern mit 8:12. In den Platzierungsspielen erreichte die Mannschaft den sechsten Platz. Ebenfalls Sechste wurde die Mannschaft 2022 bei den Weltmeisterschaften in Budapest.
2023 bei der Weltmeisterschaft in Fukuoka belegte die Mannschaft aus den Vereinigten Staaten den siebten Platz. Drei Monate später bei den Panamerikanischen Spielen 2023 siegte das US-Team vor den Brasilianern. Im Viertelfinale beim 28:2 gegen Chile warf Dylan Woodhead ein Tor, sein Bruder Quinn Woodhead traf zweimal.
2024 erreichte die US-Mannschaft bei der Weltmeisterschaft 2024 nur den neunten Rang. Bei den Olympischen Spielen in Paris belegte das US-Team den dritten Platz in seiner Vorrundengruppe. Im Viertelfinale gewann das Team im Penaltyschießen gegen die Australier. Nach einem 6:10 im Halbfinale gegen Serbien bezwang die Mannschaft aus den Vereinigten Staaten im Spiel um Bronze die Ungarn im Penaltyschießen, nachdem es am Ende der regulären Spielzeit 8:8 gestanden hatte. Woodhead erhielt im Spiel um den dritten Platz etwas über acht Minuten Spielzeit.